# توماس تي. دوفي
توماس تي. دوفي هو قاضي صلح ‏ وسياسي أمريكي، (و. 1835  م). نشط حزبياً في الحزب الديمقراطي. وقد انتخب عضو جمعية ولاية ويسكونسن ‏.